# Estelle Balet
Estelle Balet (Sion, 19 dicembre 1994 – Orsières, 19 aprile 2016) è stata una snowboarder svizzera.